# Серхіо Оліва
Се́рхіо Олі́ва (ісп. Sergio Oliva; 4 липня 1941 — 12 листопада 2012) — професійний американський культурист, триразовий переможець турніру «Містер Олімпія» (1967,1968,1969).

## Біографія
Серхіо народився 4 липня 1941 ріка в Гавані на Кубі. В юності займався важкою атлетикою, був у складі збірної країни. Намагаючись втекти з Куби, Серхіо нарешті знайшов політичний притулок в США в 1961 році. Незабаром він оселився в Маямі, Флорида. Намагаючись знайти будь-яку роботу, став ремонтувати телевізор.
У 1963 році він уже жив у Чикаго, Іллінойс. Там Серхіо наполегливо працював над собою. Перша перемога на змаганнях у біографії Серхіо Оліви відбулася того ж 1963 року на «Містер Чикаго». Вже наступного року він переміг на конкурсі «Містер Іллінойс». 1965 року на змаганнях «Містер Америка» Серхіо став другим. Потім він приєднався до Міжнародної федерації бодібілдингу. У 1966 році їм були завойовані найпрестижніші звання - переможця конкурсу Mr. World та Mr. Universe. У тому року він став четвертим на змаганнях «Містер Олімпія». У 1969 році Оліва втретє здобуває перемогу на Олімпії, перемігши дебютанта Арнольда Шварценеггера. Згодом Арні присягнув, що більше нікому не програє — і слово дотримався.
Більше 25 років у своїй біографії Серхіо Оліва пропрацював офіцером в поліція. 1985 року залишає професійний спорт.
Влітку 1986 року дружина Серхіо 5 разів вистрілила в нього, одна з куль потрапила в живіт. Після цього поранення було розлучення. Вона назвала це «самообороною», а сам Серхіо — «нещасним випадком».
Серхіо Оліва помер на 72-му році життя 12 листопада 2012 року через ниркову недостатність.

## Антропометричні дані
- Зріст - 175,26 см
- Вага — 108.8 кг
- Грудна клітка — 147,32 см
- Біцепс — 51,2 см
- Передпліччя - 39,5 см
- Талія — 71,12 см
- Стегна — 73,66 см
- Ікри — 47 см